# JUNET
JUNET (Japan University NETwork) war ein in Japan zu Forschungszwecken errichtetes Rechnernetzwerk ähnlich dem Usenet. 
Die Systeme waren über eine Telefonschaltung verbunden, über die eine UUCP-Implementation E-Mails und Newsgroup-Beiträge austauschte.
1984 wurde zwischen der Universität Tokio, der Keiō-Universität und dem Tokyo Institute of Technology eine Datennetzverbindung eingerichtet. Später wurde eine Vielzahl von Universitäten und Forschungsinstituten aus der Wirtschaft an das System angeschlossen, so dass am Ende über 600 verschiedene Institutionen daran beteiligt waren. 1991 wurde von den Teilnehmern am JUNET der JUNET-Verband gegründet. 
Durch das WIDE-Projekt und die ersten kommerziellen Internetprovider IIJ und Japan Telecom verbreitete sich Anfang der 1990er Jahre das TCP/IP-basierte Internet in Japan. Zum Zeitpunkt seines zehnjährigen Bestehens im März 1994 wurde daher das als überholt angesehene JUNET abgeschaltet.
Als Domainname bei den E-Mail-Adressen wurde im JUNET anfangs .junet verwendet, zum Beispiel u-tokyo.junet für die Universität Tokyo, bald darauf wurde dies jedoch auf die .jp-Domain geändert.